# غاي فولتون
غاي فولتون (1 أبريل 1994 ببولتن في المملكة المتحدة - ) (بالإنجليزية: Jay Fulton)‏ هو لاعب كرة قدم بريطاني في مركز الوسط. شارك مع منتخب اسكتلندا تحت 19 سنة لكرة القدم ومنتخب اسكتلندا تحت 21 سنة لكرة القدم. أما مع النوادي، فقد لعب مع أولدهام أثلتيك وسوانزي سيتي ونادي فالكيرك.

## وصلات خارجية
- غاي فولتون على موقع قاعدة بيانات كرة القدم.إي يو (الإنجليزية)
- غاي فولتون على موقع Soccerbase.com (لاعب) (الإنجليزية)
- غاي فولتون على موقع Soccerway.com (الإنجليزية)
- غاي فولتون على موقع عالم كرة القدم.نت (الإنجليزية)
- غاي فولتون على موقع AS.com (الإسبانية)